# کریلو استتسنکو
کریلو هریهورویچ استتسنکو (اوکراینی: Кирило Григорович Стеценко؛ (زادۀ ۱۲ مه ۱۸۸۲ میلادی – درگذشتۀ ۲۹ آوریل ۱۹۲۲ میلادی) آهنگساز، رهبر ارکستر، منتقد و آموزگار برجستۀ اوکراینی بود. او در اواخر عمر خود کشیش ارتدوکس اوکراینی شد و رئیس بخش موسیقی وزارت آموزش و پرورش کوتاه-مدت جمهوری خلق اوکراین شد.